# يوسف عز الدين السامرائي
يوسف عز الدين أحمد السامرائي (1922 - 8 أبريل 2013) شاعر وأستاذ جامعي عراقي. ولد في مدينة بعقوبة ودرس فيها. ثم في دار المعلمين الابتدائية وعمل مدرّسًا ابتدائيًا ثم التحق بكليّة الآداب في جامعة الإسكندرية فنال شهادة الإجازة في اللغة العربية وآدابها، ثمّ تابع دراسته فيها فنال الماجستير، ثم الدكتوراه من جامعة لندن. عين مدرّسًا للأدب العربي الحديث في كليّة الآداب في جامعة بغداد وانتدب للمجمع العلمي العراقي عام 1961، ثم مديرًا عامًا للإرشاد في وزارة الثقافة. كان عضوًا في الجمعية الملكية للآداب في لندن، ومجمع العلمي في القاهرة ودمشق والأردن والعراق. له دواوين شعرية عديدة وعدد كبير من المؤلفات والدراسات والمحاضرات التي ألقاها. توفي في بريطانيا.

## سيرته
الدكتور يوسف عز الدين بن السيد أحمد السامرائي (ولد في بعقوبة 1922-توفي 8 نيسان 2013) أديب ومفكر عربي علم من أعلام العراق والعرب المعاصرين.
له من الأبناء: الدكتور اسل طبيب جراح وأستاذ جامعي والدكتور موئل أستاذ في الشريعة في جامعة ويلز وقطر والدكتور سعد خبير في الجيولوجيا والأستاذة ندى محاضرة في الإدارة. زوجته السيدة خيرية رشيد الصابري توفيت في 21 نيسان 2001 وهو شقيق عالم المخطوطات الدكتور قاسم السامرائي.
بدأ حياته الأدبية شاعرًا ومسرحيًا ثم أكمل دراساته الأدبية وعمل في جامعة بغداد وجامعات عربية أخرى. تقلد مراكز وظيفية عليا في مجال الثقافة والاعلام (كانت تدعى الدعاية والاعلام يومذاك)، وعمل أمينا للمجمع العلمي العراقي خلفًا للدكتور ناجي الأصيل حتى مغادرته العراق في (1979). واصل خلالها ابحاثه الفكرية والأدبية ونشر مقاطع من سيرته في أكثر من كتاب، كما أصدر روايات (قلب على سفر) و(النورس المهاجر) ومجموعة قصص (ثلاث عذارى). بالإضافة إلى مجاميعه الشعرية وابحاثه النقدية والأدبية. في عام (2001) تقاعد من العمل الجامعي بين إلحاح أصدقائه ومعاناته الجسدية. توفيت زوجته خلال ذلك ولم يعد لديه أحد يملأ جوّ المنزل. قبل ذلك كان قد شارف الثمانين وهي سن تقتضي الراحة والهدوء، لكنه كان متعلقا بالعمل. ظروف العراق السياسية كانت لما تزل شائكة يومئذ، ولا تشجع على العودة إلى بيته الموصد في الأعظمية منذ مغادرته. وبين تلك المعادلات، كان خيار العمل وجوّ الأخوة والمحبة الذي يحيطه به اصدقاؤه أرجح من سواه.
ولد يوسف عز الدين بن السيد أحمد بن السيد عبد الرزاق السامرائي، في مدينة بعقوبة، بداية العقد الثالث من القرن العشرين، وتوفي في مدينة كارماذن في ويلز ودفن في مقبرة المسلمين مع زوجته في مدينة سوانزي قي ويلز.
كان ابوه ضابطا في الجيش العثماني، وشارك في معارك هذا الجيش في الاناضول وقفقاسية، وغيرها من الحروب التي خاضتها الدولة العثمانية ضد اعدائها، حتى إذا انتهت الحرب الأولى 1914 ــ 1918 بهزيمة الدولة العثمانية، عاد فيمن عاد من الضباط العراقيين والعرب إلى بلادهم، ولقد عُرف عن ابيه كرمه واباؤه واخلاقه الحميدة، وكان يطلق عليه لقب السيد فالعائلة كانت تسكن مدينة سامراء، وبيدها سدانة الروضتين المطهرتين للامامين الجليلين الحسن العسكري وعلي الهادي عليهما السلام ويرجع نسبها الرفيع إلى الامام علي بن ابي طالب وتشاء النوازع الذاتية لان تدق اسفينها بين الاعمام والاخوة فتنشب معركة دامية شرسة بين الطرفين الأمر الذي يدفع والي بغداد داود باشا إلى تجهيز حملة عسكرية لفض الاشتباك وحقن دماء الاخوة وأبناء العمومة ومعاقبة المسيئين فتتفرق الاسرة في انحاء شتى من العراق والدول المجاورة وحتى البلاد البعيدة فأصبح منهم راجات في الهند، فيما سكن آخرون في إيران في حين شاء اجداده السكن في لواء ديالى وعاشوا فيها ردحا طويلا من الزمن.
بدأ يوسف عزالدين معلما في الثلاثينيات وأول الأربعينيات في قرى محافظة ديالى، ثم مدرسا بين الأربعينيات وأول الخمسينيات في بغداد العاصمة، واستاذا في جامعة بغداد بين (1957- 1978)، وعميدا للدراسات العليا في جامعات الإمارات والرياض والطائف خلال السنوات (1979- 2001). كما عمل مدرسا ومحاضرا في معهد الدراسات العليا في الجامعة العربية خلال الستينيات. وبذلك يكون قد أمضى زهاء سبعة عقود في محراب التربية والتعليم والثقافة.
وعلى صعيد البناء الثقافي، ساهم الاستاذ يوسف عزالدين في بناء صروح ثقافية وأدبية إلى جانب عمله التعليمي والجامعي، منه: إنشاء المكتبة العامة في مركز مدينة بعقوبة خلال عمله في التعليم الابتدائي؛ إنشاء جمعية الكتاب والمؤلفين العراقيين، إنشاء مجلة الكتاب- لسان حال جمعية الكتاب والمؤلفين العراقيين؛ إنشاء مجلة الأقلام الثقافية التي ضمت إلى إصدارات وزارة الثقافة العراقية؛ اشرافه على إدارة وتنظيم أعمال ومرافق المجمع العلمي العراقي خلال فترة الستينيات والسبعينيات حيث كان سكرتيرا للمجمع خلال أمانة ناجي الأصيل ثم أمينا عاما له من بعده حتى مغادرته العراق (1978). وبما يؤكد الدور الناشط والفاعل في حركة الثقافة العراقية بين خمسينيات وسبعينيات القرن الماضي، بما فيها المهرجانات والندوات والمؤتمرات الثقافية ومنها مهرجانات الكندي وابن رشد والفعاليات الثقافية والعلمية عربيا وعالميا.
فقد كان عضوا عاملا في مجمع اللغة العربية في القاهرة لم ينقطع عن الحضور الفاعل لدورة من دوراته حتى مرضه الأخير. ورغم انشغالاته وتراكم أعبائه الصحية والعائلية يحرص على اعداد بحثين سنويا للمشاركة في جلسات المجمع، وكان يتمتع بمحبة وتقدير أعضاء المجمع والمجتمع الثقافي المصري والصحافة المصرية. وكانت له مواقف وآراء واضحة في موضوعات الساعة كالحداثة وتجديد اللغة العربية، والمفردات الدخيلة في اللغة العربية على صعيد الاعلام والشارع.
وإلى جانب عمله في المجمع العلمي العراقي (مؤسسة دار الحكمة لاحقا) ودوره في مجمع اللغة العربية في القاهرة، فقد كان عضوا في مجامع اللغة والترجمة في دمشق ودلهي وجمعيات الأدب المقارن في بريطانيا وكندا والولايات المتحدة وغيرها.
منذ تقاعده يقيم في مقاطعة ويلز البريطانية، مواصلا كتاباته وأبحاثه، كما أعاد مراجعة بعض كتبه وإعادة نشرها. ومن أبرز كتبه الأخيرة (الشعر السياسي في العراق الحديث)، تحقيق كتاب (الرصافي يروي ذكرياته)، وهو من المخطوطات القديمة التي تؤرخ لسنوات الرصافي الأخيرة (في الأربعينات)، وقد راجعها ونشرها بعد التحقيق مع ثلاث نسخ بين مخطوط ومنشور نشر جزئي، وقد أعيد نشره واستنساخه أكثر من مرة، وهو الكتاب الوحيد عن سيرة الشاعر والمفكر الرصافي، سيما بعد صدور كتابه الفريد كتاب الشخصية المحمدية عن دار الجمل في ألمانيا. في السنوات الأخيرة تفاقمت عليه آلامه الجسدية وصار يعاني من صعوبة في النظر والحركة، ولم تساعده العلمليات الجراحية لعينيه كثيرا، إضافة إلى أوجاع المفاصل والساقين. ومنذ عامين توقف عن حضور الاجتماعات السنوية الدورية لمجمع اللغة العربية في القاهرة الذي استمر في المواظبة عليه منذ الثمانينات. وفي الأشهر الأخيرة عمل في كتاب بعنوان (العنف في العراق) يتناول بعض خلفيات أحداث ما بعد الغزو الأمريكي. كما أكمل ترجمته للأمريكي والت ويتمان التي كان قد بدأ بها قبل سنوات.
كانت للدكتور أيادٍ بيضاء في كثير من جوانب الثقافة العراقية، ولعله من القلة، قرن الدراسة الأدبية بالظروف الاجتماعية والنفسية والسياسية، منذ أيام حكم المماليك في العراق حتى مطلع العهد الجمهوري. إضافة إلى المؤسسات الثقافية والعلمية والمجلات الأدبية والأكادمية التي ساهم في انشائها أو إدارتها وتحريرها. ويبقى الالتقاء به وتكريمه التقاء وتكريما للعراق والثقافة العراقية الأصيلة.
لم يولد وفي فمه ملعـقة من ذهب كما يقول أحد أقرانه، ولم تكن جادة الحياة مفروشة أمامه بالورد أو البساط الأحمر.. تذوق مرارة الحياة وشظف العيش وعلقم الغربة ونكد الكثيرين وغدر الزمان.. الأرض تحت قدميه والسماء فوقه وظهره إلى الجدار.. ما الذي يدفع صبياً في أوائل العقد الثاني من عمره ليعتزل اللهو والعبث وينصرف لمكاتبة الصحف والمواظبة على تأمين رسالة إخبارية عن مدينته { بعـقوبة} في ثلاثينات القرن الماضي! فيكون أصغر وأول صحافي في مدينته الوادعة على ضفاف نهر ديالى المتهادي ليلتقي دجلة قريباً من بغـداد. عندما ضربت طائرات الإنجليز مدن وقرى العراق في إثر ثورة العشرين المباركة، كان عمره أربعين يوماً، فكان (ابن الثورة التي بقيت - معه- طول حياته) حسب تعـبيره، ولكنه حوّل الثورة إلى فكر وأدب ومحبة، فانتشر سـنـا ثورته من جنائن بعقوبة ليفيض خارج حدود العراق إلى بلاد الإنجليز (خاصة) والمعمورة كلها.
تواضعه ليس أقل من اعتداده بنفسه، ورقة حاشيته ليست أدنى من حدّة هجومه! تعلم الكثير من الحياة، فصاغ حلوها ومرّها مبادئ يرتكز إليها ومنهجاً لا يحيد عنه!! إنساناً قبل أن يكون شاعراً، ومعلماً قبل أن يكون أستاذاً، وشاعراً قبل أن يكون أديباً ومفكراً، بل هو كل هذا وذاك.. مرايا متعددة متقابلة، تنعكس على بعضها البعض فيكون لها وهج الدلالة ودليل الضلالة!. نقطة تحوله الكبرى كانت حصوله على درجة الدكتوراه وتقلده الأستاذية.. ومنذئذ.. ينساب نهر أفكاره وإبداعه على صفحات الحياة، فيوشحها بورود مزهرة وأشجار باسقة تمدّ ظلالها للكثيرين.
بين أواخر ثلاثينات القرن العشرين وبدايات القرن الحادي والعشرين أكثر من ستين عاماً، هي العمر الأدبي للدكتور يوسف عزالدين؛ انطلق فيها شاعراً وواصل مسيرته حاملاً جذوة الشعر في روحه.
ان هذه المرحلة التي أسقطت من الدراسة لدى كل من تناول شاعرية يوسف عزالدين وشخصيته الأدبية والفكرية نتيجة انقطاع الأسباب وطبيعة الظروف السياسية السائدة، لهي أهم مراحل حياة الشاعر وملامح تكوينه الفكري والثقافي والتي بقيت منطبعة في وجدانه وفكره ووجدت إفرازاتها على كل ما أنتجه من شعر ونثر وفكر في المراحل اللاحقة.
أن تتبع دراسات وأبحاث الدكتور يوسف عزالدين يتكشف عن خطّ منهجي فكري لاحب وتسلسل تأريخي وبحثي متقصد في نبش طبيعة المجتمع العراقي وتحليل نتاجه الفكري والأدبي. ومن هنا مكمن الطرافة في اختيار (الشعر العراقي في القرن التاسع عشر) موضوعاً لرسالته للماجستير. حيث يجد القارئ ان ثقل الرسالة انما يتمركز في المقدرة التي يوظفها المؤلف لدراسة تلك الفترة وتأرخة الحياة السياسية والاجتماعية فيها، من منظور احتماعي نفسي/ سياسي أكثر مما هو أدبي، وبالشكل الذي يبدو معه الأدب/ الشعر- هامشاً أو مرآة نتعكس عليه آثار تلك التغيرات والظروف، مؤشراً على مواطن التخلف والفساد والتقاليد والممارسات البالية التي تقعد بالنفس عن مضمار الطموح وتلهب نفس الحرّ للتمرد. ان هذه الرسالة التي تكاد تكون فريدة في مضمارها واطارها في التأسيس لدراسة الأدب والشعر العراقي واتجاهاته في القرن العشرين؛ انما تكشف عن جوانب جديدة من شخصية يوسف عزالدين الأدبية والفكرية.. مؤرخاً.. مفكراً.. ومحللاً اجتماعياً، وهو أمر قلّما فطن له أو تريث لديه أحد.

## من الشعر إلى الدراسة
هناك عدة أسباب اجتمعت لتدفع الشاعر الذي أصبح يومذاك معروفاً على صعيد البلاد بأناشيده وقصائده الوطنية لاختيار الغربة وفراق الاحباب والديار، ولولاها لتقاعد من العمل معلماً أو مديراً لمكتبة بعقوبة العامة كما يذكر في سيرته المفصلة. [ عملت بالتعليم الابتدائي من 1941- 1946، ولو لم انقل من المكتبة وأحس بإهانة مدير المعارف لكانت حياتي سارت على وتيرة واحدة..]/ ص76- حلو..
وثمة.. فقد وجد الأديب في الدراسة موئلاً.. تهدأ فيه سورة نفسه من أجيج الاصطراع السياسي والفكري المعتمل في طول البلاد وعرضها، واستهانة القائمين على الأمور بمشاعر الأهلين؛ فانتقل إلى مرحلة جديدة من العمل الوطني والقومي من خلال البحث والتنقيب والدراسة، من جهة، وبثّ أفكاره ومناقشاته للظروف الراهنة ومواقفه منها، من جهة أخرى. ان الملاحظة الجديرة هنا، في دراسة فكر الدكتور يوسف عزالدين انما تتمثل في:-
1- اختياره الفترة الراهنة والتأريخ المعاصر.. في دراساته الأدبية والفكرية، ولم ينزوِ في رفوف المكتبات ووديان التأريخ، كما كان وما يزال، ديدن الكثيرين من طلبة البحث والشهادات.
2- اعتماده المنهج الاجتماعي/ السياسي في تتبع مراحل دراساته.
3- اختياره منهج التعاقب التأريخي في مواصلة دراساته الأدبية والفكرية.
دراسته لا تنتهي بانتهاء صفحات الكتاب، وإنما يواصل الدراسة للفترة اللاحقة، ولا يتركها مبتورة!. فقد كتب، مبتدئاً.. بالشعر العراقي في القرن التاسع عشر (رسالة الماجستير).. وواصل ذلك في (الشعر العراقي الحديث والتيارات السياسية والاجتماعية) والذي يتوقف عند بداية الحرب العالمية الثانية (1938) وأصدر خلال ذلك كتابه الشهير (شعراء العراق في القرن العشرين)/ج1 ومايزال الجزء الثاني ينتظر الطبع. وقد انتهى الدكتور خلال عمله في السعودية من استكمال دراسته للشعر العراقي للمرحلة الثالثة (1939-1958)، وعندما استقال من العمل مع بلوغه الثمانين منصرفاً للراحة - كما يعتقد البعض أو كما يفترض-، نجده مستغرقاً في مراجعة الدراسة واجراء التعديلات والاضافات التي طرأت خلال الفترة الأخيرة، لتقديمه للطبع خلال أقرب فرصة. ولا شكّ.. ان نفس الأديب الدكتور ترنو لاستكمال تلك الدراسة لتغطية سحابة قرنه العشرين، سواء قام بذلك شخصياً.. مع تقدمه في السنّ، أو من خلال أحد طلبته المخلصين. وبذلك يكون أول باحث يتناول، أطول فترة متعاقبة، من التأريخ المعاصر، بنفس ومنهج ورؤية منسجمة ومتقاربة!. وعلى نفس الصعيد اهتم الدكتور بدراسة نشأة وتطور فنون القصة والرواية والفكر الحديث في العراق. وبذلك قدّم قراءته التأريخية المنهجية للثقافة العراقية المعاصرة. ولنا بعد ذلك.. أن نتأمل حرص ورؤية الدكتور المتكاملة وروح المواظبة والإصرار التي قادته عبر مسالك الفكر والحياة!.]
وقد شغف يوسف عزالدين بالشعر منذ نعومة أظفاره وكان ينشر شعره في الصحافة الأهلية منذ الثلاثينيات بأسماء مستعارة، منها (سمير الريف)، كما كان يعدّ رسائل ثقافية عن أخبار النشاطات الأدبية في مدينته بعقوبة ويرسلها للصحف والمجلات في بغداد أيضا. وتهيمن العاطفة الوجدانية والإنسانية في شعره المبكر. وخلال عمله (معلما) في قرية (أمام عسكر) كتب مسرحية شعرية بعنوان (الفلاح) تناول فيها مكابدات هذه الفئة وما تتعرض له من جور اجتماعي واقتصادي على أيدي الإقطاع، كما كتب مسرحية أخرى عن المرأة، وهي تكشف اهتماماته الاجتماعية وتأثره بالأفكار الاشتراكية في وقت مبكر. وهي من آثارالكتب والإصدارات الماركسية والاشتراكية التي كان يتبادلها مع زميله يوسف عبد المسيح ثروت آنذاك. ومعظم شعره وكتاباته المبكرة قد تعرضت للضياع، سواء منها المنشور في الصحافة بأسماء مستعارة، أو ما دفن تحت الأرض وتلف في أعقاب الاحتلال الثاني للعراق عقب حركة 1941 الوطنية. ومنذ عام 1942 التحق يوسف عزالدين بجامعة الإسكندرية للحصول على ليسانس الآداب ثم إجازة الماجستير. وهناك تبدأ مرحلة جديدة في حياته الأدبية والثقافية. وفي عام 1950 تصدر مجموعته الشعرية الأولى بعنوان (في ضمير الزمن) ثم الثانية بعنوان (ألحان) عام 1953 ومعظمها من شعره المكتوب في مصر.
ويمكن تقسيم مسيرته الشعرية إلى عدة مراحل..
- مرحلة ما قبل 1941 (ومعظمه غير مجموع)، وخلال سنواته الأخيرة حاول أن يستخرج مسودة مسرحياته الشعرية المبكرة (الفلاح، ثلاث عذارى) من أرشيفه القديم في بغداد لإعادة النظر فيها ونشرها.
- المرحلة المصرية (1942- 1953) ومعظمها صادر في دواوين ومنشور في الصحافة المصرية.
- المرحلة الاكادمية عقب عودته إلى بغداد حيث تغلب النزعة الاكادمية البحثية والفكرية على شخصيته الأدبية وتنعكس على شعره من ناحية الكم. وتتمثل في دواوين: (لهاث الحياة)/ 1960، و (من رحلة الحياة)/ 1969، ويُضمّ إليها (همسات حب مطوية) الصادرة عام (1988).

- مرحلة الغربة عقب مغادرته العراق (1978) وتتوزع بين بلدان السعودية ومصر والمملكة المتحدة، ويشيع الحنين والألم ومكابدات الغربة والفراق في شعره، ويمكن اعتبار مجموعتيه (لماذا يا بغداد) و (هكذا يا بغداد) أفضل تمثيل لهما. كما تمثلت هذه المرحلة بكتابة مطولات شعرية صدرت مستقلة في كتب، منها: (أوجاع شاعر)/ 1991، (شرب الملح)/ 1992، (النغم الحائر)/ 1993، (رجع الصدى)/ 1994.
ويجدر هنا التأكيد على الأثر المضاعف لفقدان رفيقة حياته في مراكمة ألمه والشعور بالغربة والوحدة والتي عبّر عنها في واحدة من أجمل شعره.
ودلالة المكان هنا هو الكرسي المجاور له في الطائرة خلال عودته من العطلة السنوية في بريطانيا إلى مدينة الطائف. وكان فقدان زوجته عام 2000، تقاعد من عمله الجامعي عام 2001، وبعد سنوات ثلاثة من معاناة المرض فارق عالمنا في الثامن من أبريل 2013 إلى رحمة السماء الواسعة، تاركا أرثا جليلا من الأعمال المجيدة والمآثر الأدبية في أبواب التأليف العلمي والنقدي والأدب والترجمة والاعلام.
[وإذا كانت هذه الابحاث والدراسات القيمة قد وشحت الشاعر الدكتور يوسف عزالدين باحثا وناقداً ومؤرخاً، فإن المظهر الآخر لشخصيته الأدبية، هو حرصه - ربما غير المقصود- على تدشين أبواب الأدب والثقافة جميعاً. فقد عاد وأصدر في الثمانينات مسرحية شعرية كان قد كتبها أول عهده بالتعليم في قرية إمام عسكر في ديالى، كما أصدر روايتين ومجموعة قصصية. ومما يشتغل به هذه الأيام بعد تقاعده، مراجعته لكتاب ترجمات من الشعر العالمي، كان قد انجزه خلال عمله الجامعي. وبالتالي، فان الصورة التي تنعكس على مرآة يوسف عزالدين، ليست صورة واحدة، وانما جملة تلك الصور التي تشترك في رسم شخصية الأستاذ والمفكر الدكتور يوسف عزالدين. أما الملاحظة الأخرى التي لابدّ أن تستوقف الباحث أو ينتبه لها، إضافة إلى وحدة المنهج النفسي الاجتماعي/ السياسي في الأدب؛ فهو لغته السردية وإسلوبه الشخصاني في الكتابة، مما يقربه من نفس القارئ؛ فتبدو كثير من مؤلفاته، سيما في مجال الشعر والرواية والقصة، كما لو أنها صور منقولة أو منعكسة من سيرته الخاصة.
ولد في بعفوبة وتوفي في كارماذن ودفن في مقبرة المسلمين في سوانزي.

## مؤلفاته

### الشعر
1- في ضمير الزمن مجموعة شعرية 1950- الإسكندرية/ مصر
2- ألحـــان مجموعة شعرية 1953- الإسكندرية/ مصر
3- لهاث الحياة مجموعة شعرية 1960- بيروت/ لبنان
4- من رحلة الحياة مجموعة شعرية 1967- بغداد / العراق
5- همسات حبّ مطوية مجموعة شعرية 1987- القاهرة/ مصر
6- صدى الطائف مجموعة شعرية 1992- الطائف/ السعودية
7- شرب الملح قصيدة 1992- القاهرة/ مصر
8- النغم الحائر قصيدة 1992- القاهرة/ مصر
9- أيام ضاعت قصيدة 1992- القاهرة/ مصر
10- أوجاع شاعر قصيدة 1993- القاهرة/ مصر
11- ليس يدري مصيره قصيدة 1994- القاهرة/ مصر
12- رجع الصدى قصيدة 1994- القاهرة/ مصر
13- وفاء الحسان مسرحية شعرية 1994- القاهرة/ مصر
14- حنين الهمس مجموعة شعرية 1997- القاهرة/ مصر
15-هكذا يا بغــداد! مجموعة شعرية 2001- القاهرة/ مصر

### السرديّـات
16- قلب على سفر رواية 1975- القاهرة/ مصر
17- ثلاث عذارى مجموعة قصص 1987- الرياض/ السعودية
18- النورس المهاجر رواية 1992- القاهرة/ مصر
19- وعادت الذكرى بغرائبها وطرائفها (أيام الدراسة العليا) 1988- القاهرة/ مصر
20- إلى الديار الممنوعة (الصين والاتحاد السوفيتي) 1989- القاهرة مصر
21- حلو الذكريات ومرّها (قصة حياته) 1992- القاهرة/ مصر

### دراسات أدبـية
22- الشعر العراقي في القرن/19- خصائصه وأهدافه 1958- بغداد/ العراق
23- الشعر العراقي الحديث والتيارات السياسية والاجتماعية 1960- بغداد/ العراق
24- خيري الهنداوي - حياته وشعره 1965- بغداد/ العراق
25- في الأدب العربي الحديث (يحوث ومقالات نقدية) 1967- بغداد/ العراق
26- الاشتراكية والقومية وأثرهما في الشعر العربي الحديث 1968- القاهرة/ مصر
27- شعراء العراق في القرن العشرين - ج1 1969- بغداد/ العراق
28- الرواية في العراق - تطورها وأثر الفكر فيها 1973- القاهرة/ مصر
29- القصة في العراق - جذورها وتطورها 1974- القاهرة/ مصر
30- إبراهيم صالح شكر- وبواكير النثر الحديث في العراق 1975- القاهرة/ مصر
31- قول في النقد وحداثة الأدب 1978- الرياض/ السعودية
32- فصول في الأدب الحديث والنقد 1981- الرياض/ السعودية
33- التجديد في الشعر الحديث - بواعثه النفسية وجذوره الفكرية 1986- جدة / السعودية
34- بين الحداثة والمحافظة - دراسة نقدية للشعر المعاصر 1990-....
35- أثر الأدب العربي في مسرى الأدب الغربي 1990- الرياض/ السعودية
36- آراء نقدية نجت من الوأد 1992- القاهرة/ مصر
37- قديم لا يموت وجديد لا يعيش - آراء نقدية صريحة في الحداثة والأدب) 1996- القاهرة/ مصر
38- مخطوطة شعر الأخرس د. ت.

### قضـايـا فــكـرية
39- من رواد الفكر الحديث في العراق - فهمي المدرس 1969- القاهرة/ مصر
40- تطور الفكر الحديث 1976- بغداد/ العراق
41- قضايا من الفكر العربي 1978- القاهرة/ مصر
42- التحدي الحضاري والغزو الفكري 1405هـ- الرياض/ السعودية
43- تراثنا والمعاصرة 1987- القاهرة/ مصر

### تـــأريخ
44- داود باشا ونهاية المماليك في العراق 1967- بغداد/ العراق
45- مخطوطات عربية في مكتبة صوفيا الوطنية 1968- بغداد/ العراق
46- النصرة في أخبار البصرة (تحقيق) 1969- بغداد/ العراق

### مؤلفـاته باللـغات الأجنبية
1- Poetry and Iraqi Society : 1900 - 1945 Baghdad - 1962
2- Modern Iraqi Poetry, Social and Influences Cairo - 1971
3- Songs from Baghdad London - 1984
4 - La Spontaneite - by: Drya Najm Cairo - 1986 ]